# Rykarda Parasol
Rykarda Parasol (San Francisco, 1970) è una cantautrice e musicista statunitense.
Nata a San Francisco da madre svedese e padre israeliano, vive attualmente a Parigi. È autrice e produttrice di tutti i suoi album.

## Discografia

### EP
- 2004 - Here She Comes…

### Album
- 2006 - Our Hearts First Meet
- 2009 - For Blood and Wine
- 2013 - Against the Sun
- 2015 - The Color of Destruction